# Црква Покрова Пресвете Богородице у Брестову
Црква Покрова Пресвете Богородице у Брестову, насељеном месту на територији општине Станари, припада Епархији зворничко–тузланској Српске православне цркве.

## Историјат
Брестовачка парохија је основана 1980. године, од када се воде парохијске матичне књиге, чине је насеља Брестово, Митровићи и Цвртковци. Црква Покрова Пресвете Богородице је димензија 17,5×8,5 метара. Темељ је 2. маја 1989. освештао епископ зворничко-тузлански Василије Качавенда, као и новоизграђени храм 14. октобра 1997. године. Иконостас од храстовине је израдио Предраг Пећић из Појезне, а иконе је осликао Александар Васиљевић из Добоја.